# Neuroplasticitet
Neuroplasticitet, eller hjärnplasticitet, är nervsystemets förmåga att förändras som respons på något som sker i miljön, vilket kan vara både miljön i vår omgivning eller något som sker inuti vår kropp. Det är en livsviktig och grundläggande funktion för alla organismer. Plasticiteten är bland annat nödvändigt för att vi ska kunna lära oss ny fakta, att ett minne kan skapas och är även anledningen till att hjärnan kan kompensera för en hjärnskada. 

## Historia
Det första dokumenterade experimentet relaterat till neuroplasticitet skedde redan 1793 av Michele Vicenzo Malacarne. Han experimenterade med djur i par, där det ena djuret tränades upp och det andra djuret inte blev upptränad. När han sedan dissekerade djurens hjärnor så kunde han se att cerebellum var betydligt större hos det upptränade djuret än hos det otränade djuret. Det dröjde 100år tills Santiago Ramón y Cajal började utforma sin teori om neuroplasticitet, vilket ibland anses var grunden till den moderna forskningen om ämnet. 
Det första vetenskapliga beviset om plasticitet publicerades 1964 av Marian Diamond. Hon kunde konstatera att cortex blev tjockare hos de råttor som fick en mer berikande miljö med leksaker och sällskap. Trots att plasticiteten blivit vetenskapligt bevisat så blev Marian Diamonds forskning starkt ifrågasatt av sin samtid då det var konsensus att hjärnan var oföränderlig i vuxenålder. Det ansågs att den nedre hjärnan och de neokortikala områdena var oföränderliga efter utvecklingen, medan områden relaterade till minnesbildning - som till exempel hippocampus och gyrus dentatus - där neuroner bildas ända in i vuxen ålder, var högst plastiska. Hubel och Wiesel hade demonstrerat att okulära dominanskolumner i den nedersta neokortikala visuella arean (V1) i stort var oföränderlig efter den kritiska utvecklingsfasen. Kritiska faser studerades även med hänseende till språk; datan indikerade att sinnesnervbanor var fixa efter den kritiska perioden. Dock visade studier att miljöförändringar kunde ändra beteende och kognition genom att modifiera kopplingar mellan befintliga neuroner och genom neurogenes i hippocampus och andra delar av hjärnan, inklusive cerebellum.

## Neuroplasticitet
Neuroplasticitet är mycket komplext och brett och det sker mycket forskning om ämnet, vilket gör att det finns många teorier och idéer. Samt att neuroplasticitet sker på många olika sätt i vårt nervsystem. Men det är vanligt att skilja på två olika typer:
1. Strukturell neuroplasticitet: Förmågan att hjärnan kan ändras fysiskt. Exempelvis har det observerats att tvåspråkiga personer har ökad vit hjärnsubstans i de delarna av hjärnan som är associerade med språk.[10]
2. Funktionell neuroplasticitet: Förmågan att hjärnan kan ändra funktionen på de neuroner som redan finns. Exempelvis finns det extremfall som att barn som fått ena hjärnhalvan bortopererad på grund av epilepsi fortfarande kan göra allt som andra barn kan. [11]

En teori om hur neuroplasticitet kan gå till är genom interaktioner mellan glutamatreceptorerna NMDA och AMPA. Stimulering av AMPA-receptorn genom glutamatinbindning leder till depolarisering, detta frigör en magnesiumjon, Mg2+, från NMDA-receptorn, vilket aktiverar receptorn. När NMDA-receptorn både bundit glutamat och släppt ifrån sig Mg2+ så blir den permeabel för kalciumjoner, Ca2+. Ca2+ fungerar i sin tur som en intracellulär signaltransduktor, vilket inducerar syntesen av proteiner som behövs i bildandet av nya synapser. NMDA-receptorn kan kontrolleras av ett flertal andra receptorer, en aktivering av dopaminreceptorerna D1 och D3 på samma nervcell som NMDA-receptorn påverkar receptorns aktivitet genom att fosforylera den. Beroende på fosforyleringsmönstret kan detta i sin tur hämma eller stimulera MAPK/ERK-signaltransduktionsvägen. 